# Brewster Hopkinson Shaw
Brewster Hopkinson Shaw dr. pilóta (Cass City, Michigan, 1945. május 16.–) amerikai űrhajós, ezredes.

## Életpálya
1968-ban az University of Wisconsin-Madison keretében szerzett műszaki diplomát. 1970-ben pilóta igazolványt szerzett. USAF pilótája. A vietnámi háborúban 352 harci bevetésen vett rész, repülőgépe az F–100-as volt. 1971-től Kaliforniában az F–4-re kapott kiképzést, Thaiföldre került. 1975-ben az USAF Test Pilot School Edwards Air Force Base (Kalifornia) keretében kapott tesztpilóta kiképzést. Több mint 5000 órát repült (repülő/űrrepülő), több mint 30 féle repülőgéppel. Harci bevetésének repülőideje 644 óra.
1978. január 16-tól a Lyndon B. Johnson Űrközpontban részesült űrhajóskiképzésben. Három űrszolgálata alatt összesen 22 napot, 5 órát és 51 percet (534 óra) töltött a világűrben. Űrhajós pályafutását 1989 októberében fejezte be. A NASA központjában igazgatóhelyettes, felelős volt az összes üzemeltetési kérdésben. 1995-től az az űrrepülés koordinációs irodájának vezetője. 1996-ig a Rockwell International (Kalifornia) igazgatója, majd alelnöke és a vezérigazgató helyettese. 1996 decemberétől 2006-ig a Boeing NASA Systems alelnöke és általános igazgatója. Feladata volt a Nemzetközi Űrállomással (ISS) kapcsolatos minden feladat (tervezés, fejlesztés, gyártás, repülés, felkészülés). A Boeing volt a NASA fővállalkozója és szállítója az ISS létrehozásában.

## Űrrepülések
- STS–9, a Columbia űrrepülőgép 6. repülésének pilótája. A Spacelab-1 mikrogravitációs laboratórium egyik speciális munkatársa. Összesen 73 kísérletet végeztek (légköri-, plazma fizikai-, csillagászati-, napfizikai-, anyagtudományi-, technológiai-, élettudományi-, a Föld vizsgálata). Első űrszolgálata alatt összesen 10 napot, 7 órát és 47 percet (248 óra) töltött a világűrben. 6 913 505 kilométert repült, 167 alkalommal kerülte meg a Földet.
- STS–61–B, az Atlantis űrrepülőgép 2. repülésének parancsnoka. Éjszakai indítás, első alkalommal volt, a legnehezebb rakományú űrrepülőgép parancsnok. A küldetés során a legénység pályairányba helyezett három kommunikációs műholdat, végzett két hat órás űrsétát (kutatás, szerelés). Második űrszolgálata alatt összesen 6 napot, 21 órát és 4 percet (165 óra) töltött a világűrben. 4 568 883 kilométert repült, 109 alkalommal kerülte meg a Földet.
- STS–28, a Columbia űrrepülőgép 8. repülésének parancsnoka. Második alkalommal lehetett parancsnok. Harmadik űrszolgálata alatt összesen 5 napot, 1 órát és 00 percet (121 óra) töltött a világűrben. 3 400 000 kilométert repült, 81 alkalommal kerülte meg a Földet.

## Kitüntetések
- 2006. május 6-án felkerült az amerikai űrhajósok Hall of Fame emlékhelyére.